# Martin Holt
Martin Holt (n. 13 ianuarie 1881, Londra, Regatul Unit al Marii Britanii și Irlandei – d. 2 noiembrie 1956, Bognor Regis, Anglia, Regatul Unit) a fost un scrimer ce a reprezentat Regatul Unit al Marii Britanii și al Irlandei de Nord, medaliat olimpic. A participat la 4 ediții ale Jocurilor Olimpice (1908, 1912, 1924, 1928) în care a câștigat o medalie de argint.